# Don José, Pepe y Pepito
Don José, Pepe y Pepito es una obra de teatro en tres actos del dramaturgo español Juan Ignacio Luca de Tena.

## Argumento
Comedia en torno a tres generaciones que comparten nombre, Pepe el abuelo, Don José, el padre y Pepito el nieto. Su vida se ve profundamente alternada con la llegada de Francis, una mujer estadounidense propietaria de una compañía farmacéutica de la que se enamoran simultáneamente Pepe - médico de reconocido prestigio - y Pepito, con los consiguientes equívocos y confrontaciones.

## Estreno
La obra tuvo su preestreno en el Teatro Romea de Murcia el 22 de octubre de 1952, bajo dirección de Cayetano Luca de Tena y con Guillermo Marín como protagonista, acompañado de Gabriel Llopart, Ricardo de Lucía, Esperanza Grases, Nani Fernández, Matilde Muñoz Sampedro y Cándida Losada. El 7 de noviembre se estrenó en el Teatro Lara de Madrid, con Mariano Azaña, Rafael Rivelles, Jorge Vico, Elvira Noriega, Patora Peña, Rosa Lacasa, Amparo Martí, Francisco Taure, Luis de Sola, y Joaquín Escolá.
Se volvió a montar en 1971, en esta ocasión en el Teatro Infanta Isabel de Madrid, con un cartel encabezado por Pablo Sanz (Don José), Manuel Dicenta (Pepe) y Juan Manuel Torremocha (Pepito), junto a Luisa María Payán e Irene Daina.

## Adaptaciones
En 1961 se estrenó la versión cinematográfica homónima, dirigida por Clemente Pamplona y que contó con Antonio Casal (Don José), Manolo Morán (Pepe) y repitiendo papel Jorge Vico como Pepito. Junto a ellos, José Isbert, Ana Esmeralda, Matilde Muñoz Sampedro, Milagros Leal y María Isbert.
Televisión Española realizó una adaptación para la pequeña pantalla en dos ocasiones; la primera, en el espacio Primera fila, y se emitió en 1965, contando con la participación de José Bódalo (Don José), Félix Fernández (Pepe), Luis Varela (Pepito), Giove Campuzano (Francis), Mercedes Barranco, Magda Rotger y Agustín Bescos; la segunda, emitida en 1980 dentro del espacio Estudio 1, fue interpretada por Luis Prendes (Don José), Guillermo Marín (Pepe) y Antonio Vico (Pepito), en el papel que estrenó su padre, además de Marisa de Leza (Francis), Concha Cuetos y Mary Leyva.